# 袖師町 (静岡市)
袖師町（そでしちょう）は、静岡県静岡市清水区の地名。丁番を持たない単独町名である。住居表示は未実施。

## 地理
袖師町という地名は字名として残っているが、その範囲は、旧袖師町の一部、旧峯村（嶺村）地域に限られている。

## 歴史
旧袖師町は静岡県庵原郡に1961年6月28日まで存在した町で、1961年6月29日に清水市に編入され清水市となった。
清水市が2003年に静岡市と合併（新設合併）したため、現在は静岡市清水区になっている。

### 沿革
- 1889年 - 町村制施行に伴い、庵原郡西久保村、嶺村、横砂村が合併し、袖師村が成立する。人口3128人。袖師小学校（現静岡市立清水袖師小学校）開校。
- 1913年 - 庵原軌道（軽便鉄道）が西久保まで開通（翌1914年庵原金谷まで開通。1916年廃止）。
- 1926年 - 国鉄東海道本線に袖師臨時駅開業。横砂海水浴場（袖師海水浴場）開場（駅は1964年、海水浴場は1966年廃止）。
- 1933年 - 路面電車（静岡鉄道清水市内線）が横砂まで開通（1975年七夕豪雨の被害で廃止）。
- 1939年 - 東亜燃料（現ENEOS）株式会社清水工場が操業開始。
- 1945年 - 空襲のため300戸焼失。
- 1947年 - 袖師中学校（現静岡市立清水袖師中学校）開校。
- 1948年 - 町制を施行し、袖師町となる。
- 1956年 - 合同酒精株式会社清水工場操業開始。
- 1961年 - 庵原郡興津町、庵原村、小島村、両河内村とともに清水市に編入される。嶺は「袖師町」に改称。
- 1973年 - 袖師町の一部が分離し「秋吉町」と「大手三丁目」が新設される。
- 1985年 - 袖師町の一部が分離し「横砂中町」と「横砂西町」が新設される。
- 1992年 - 清水エル・エヌ・ジー株式会社が東燃ゼネラル石油（株）清水工場内で設立される。
- 2003年 - 清水市が静岡市と合併し、改めて静岡市が発足。袖師町は「清水袖師町」に改称。
- 2005年 - 静岡市が政令指定都市に移行。旧町域は清水区となり、清水袖師町は「袖師町」に改称。

## 世帯数と人口
2018年（平成30年）9月30日現在の世帯数と人口は以下の通りである。
| 大字   | 世帯数    | 人口    |
| ------ | --------- | ------- |
| 袖師町 | 1,238世帯 | 3,018人 |

## 小・中学校の学区
市立小・中学校に通う場合、学区は以下の通りとなる。
| 番・番地等 | 小学校                 | 中学校                 |
| ---------- | ---------------------- | ---------------------- |
| 全域       | 静岡市立清水袖師小学校 | 静岡市立清水袖師中学校 |

## 交通
- 国道1号
- 静岡県道338号清水インター線